# Galápagosdwergral
De galápagosdwergral (Laterallus spilonota synoniem: Laterallus spilonotus) is een vogel uit de familie van de Rallen, koeten en waterhoentjes (Rallidae). De vogel werd tijdens de reis van de Beagle in 1835 verzameld en door  John Gould in 1841 geldig beschreven. Het is een kwetsbare, endemische vogelsoort op de Galapagoseilanden (een eilandengroep ter hoogte van de evenaar in de Grote Oceaan).

## Kenmerken
De vogel is 15 tot 16 cm lang. Het is een kleine, overwegend donker gekleurde ral. De kop, nek en borst zijn donkergrijs. De vogel is van boven bruin met in de broedtijd wat witte stippels. De buik is donker grijsbruin en de onderstaartdekveren zwart en wit gebandeerd.

## Verspreiding en leefgebied
Deze soort is endemisch op de Galapagoseilanden op de eilanden Pinta, Fernandina, Isabela, Santiago, Santa Cruz, Floreana en San Cristóbal. Op de eilanden Santiago, Santa Cruz en het zuiden van Isabela is de vogel nog algemeen in de hooglanden. Na het succesvol verwijderen van de geiten van het eiland Pinta, neemt de populatie daar toe.De kleine populatie op Floreana neemt in aantal af en de populatie op San Cristóbal is waarschijnlijk uitgestorven.
Het leefgebied bestaat uit graslanden en droog struikgewas in berggebieden waarbinnen de soort de dichtst begroeide delen bewoond. De aanwezigheid van poelen met zoet water is een voorwaarde; de vogel mijdt terrein met kort gras.

## Status
De galápagosdwergral heeft een beperkt verspreidingsgebied en daardoor is de kans op uitsterven aanwezig. De grootte van de populatie werd in 2016 door BirdLife International geschat op 3,3 tot 6,7 duizend volwassen individuen en de populatie-aantallen nemen plaatselijk af door predatie op eieren en kuikens door ingevoerde ratten en verwilderde katten, varkens en honden. Verder trad (vooral in het verleden) habitatverlies op door begrazing door geiten en rundvee. Om deze redenen staat deze soort als kwetsbaar op de Rode Lijst van de IUCN.